# فيريرا
بلدية فيريرا (بالإسبانية: Ferreira) هي بلدية تقع في مقاطعة غرناطة التابعة لمنطقة أندلوسيا جنوب إسبانيا.

## الديموغرافيا
بلغ عدد سكان بلدية فيريرا 343 نسمة عام 2011 (وفقاً للمعهد الوطني الإسباني للإحصاء).
| 398 | 365 | 357 | 323 | 339 | 342 | 343 |